# Glyphodes paucilinealis
Glyphodes paucilinealis là một loài bướm đêm trong họ Crambidae.